# Seznam ministrů zahraničních věcí Severní Makedonie
Seznam ministrů zahraničních věcí Severní Makedonie představuje chronologický přehled osob působících v tomto úřadu:
| Jméno                           | Foto | Nástup do funkce   | Konec funkce       |
| ------------------------------- | ---- | ------------------ | ------------------ |
| Denko Maleski (1946–)           |      | 20. března 1991    | 9. února 1993      |
| Stevo Crvenkovski (1947 - 2004) |      | 9. února 1993      | 23. února 1996     |
| Ljubomir Frčkoski (1957-)       |      | 23. února 1996     | 23. května 1997    |
| Blagoj Handzjiski (1948–)       |      | 23. května 1997    | 30. listopadu 1998 |
| Aleksandar Dimitrov (1949-)     |      | 30. listopadu 1998 | 30. listopadu 2000 |
| Srgjan Kerim (1948-)            |      | 30. listopadu 2000 | 13. května 2001    |
| Ilinka Mitreva (1950-)          |      | 13. května 2001    | 30. listopadu 2001 |
| Slobodan Čašule (1945-2015)     |      | 30. listopadu 2001 | 1. listopadu 2002  |
| Ilinka Mitreva (1950-)          |      | 1. listopadu 2002  | 26. srpna 2006     |
| Antonio Milošoski (1976-)       |      | 26. srpna 2006     | 28. července 2011  |
| Nikola Poposki (1977-)          |      | 28. července 2011  | 1. června 2017     |
| Nikola Dimitrov (1972–)         |      | 1. června 2017     | 31. srpna 2020     |
| Bujar Osmani (1979–)            |      | 31. srpna 2020     | ve funkci          |